# Sean Price
Sean Price (17 de março de 1972 — 08 de agosto de 2015) foi um rapper americano e um dos membros dos grupos de hip hop Boot Camp Clik  e Heltah Skeltah.
Ele era casado com Bernadette. Ele faleceu em 08 de agosto de 2015 em Brooklyn.